# Jane Got a Gun
Jane Got a Gun is een Amerikaanse western uit 2016 onder regie van Gavin O'Connor.

## Verhaal
Jane Hammond (Natalie Portman) heeft een nieuw leven opgebouwd met haar echtgenoot Bill "Ham" Hammond (Noah Emmerich), een lid van de Bishop-bende, onder leiding van de gewetenloze John Bishop (Ewan McGregor). Wanneer Bil zich tegen zijn eigen mensen keert, krijgt hij een aantal kogels in de rug en komt meer dood dan levend bij Jane binnenvallen. Jane is vastberaden niet meer te gaan lopen en haar familie te verdedigen tegen de bende. Omdat ze dit niet alleen aankan, roept ze de hulp in van haar ex-geliefde Dan Frost (Joel Edgerton). Hoewel hij een vijand is van Bill, helpt hij Jane uit liefde voor haar.

## Rolverdeling
| Acteur          | Personage          |
| --------------- | ------------------ |
| Natalie Portman | Jane Hammond       |
| Joel Edgerton   | Dan Frost          |
| Noah Emmerich   | Bill "Ham" Hammond |
| Ewan McGregor   | John Bishop        |
| Rodrigo Santoro | Fitchum            |
| Boyd Holbrook   | Vic Bishop         |

## Productie
Het script van Brian Duffield verscheen in 2011 op The Black List van beste ongepubliceerde scenario’s. In mei 2012 werd aangekondigd dat Natalie Portman de hoofdrol zou vertolken en dat Lynne Ramsay de regie op zich zou nemen. In augustus 2012 werd aangekondigd dat Michael Fassbender de rol van Dan Frost op zich zou nemen en in december werd de rol van John Bishop toegewezen aan Joel Edgerton. Op 11 maart 2013 trok Michael Fassbender zich terug wegens tijdsgebrek. Joel Edgerton kreeg de rol van Dan Frost en Jude Law werd aangetrokken voor de rol van John Bishop. Regisseur Lynne Ramsey trok zich op de eerste opnamedag op 19 maart 2013 terug wegens onenigheden met de producer en op 20 maart nam Gavin O'Connor de regie over. Daarop verliet Jude Law het project omdat hij enkel wilde samenwerken met Ramsay en ook cameraman Darius Khondji stapte op en werd vervangen door Mandy Walker. Anthony Tambakis en Joel Edgerton werden ingehuurd om het script van Duffield te herschrijven. Op 5 april 2013 werd aangekondigd dat Bradley Cooper de rol van John Bishop zou vertolken maar op 1 mei trok deze zich ook terug wegens te druk. Uiteindelijk werd op 6 mei aangekondigd dat Ewan McGregor de rol van John Bishop op zich genomen had. De film bracht amper 803.000 US$ op aan de kassa in zijn openingsweekend (in 1200 bioscoopzalen), een van de slechtste openingsopbrengsten ooit voor een film van The Weinstein Company. De film ontving gemengde kritieken van de filmcritici met een score van 36% op Rotten Tomatoes.